# برولك جنرال إلكتريك

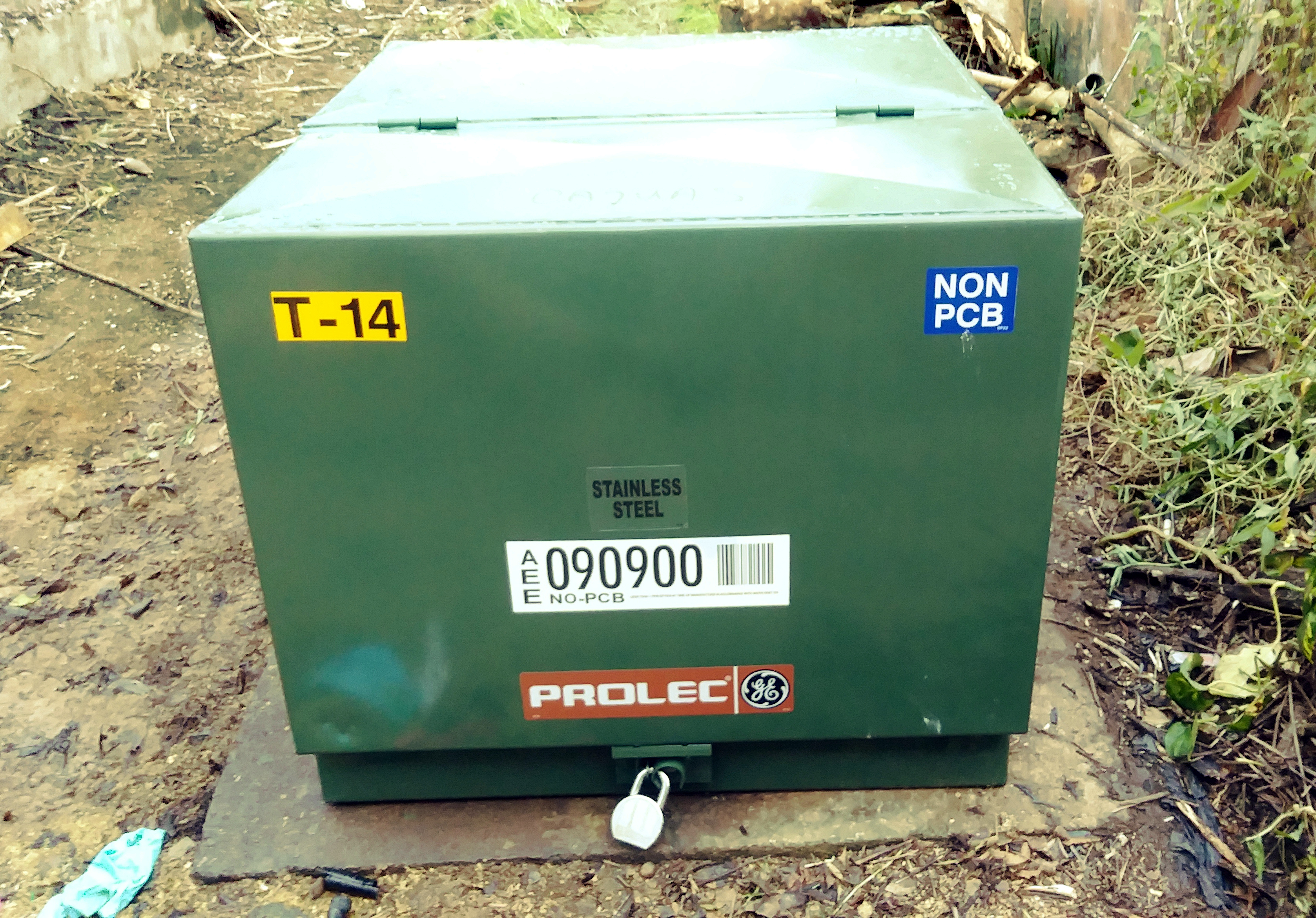
محول برولك جنرال إلكتريك.

برولك جنرال إلكتريك هي شركة مصنعة للمحولات وتقع في مدينة أبوداكا , ولاية نويفو ليون , بالمكسيك . الشركة المحاصة بين جروبو إكسجنيكس و جنرال إلكتريك (49.99%) هي واحدة من كبرى الشركات المصنعة للمحولات في الأمريكتين، بمشاركة قدرت بـ14% في سوق المحولات بالولايات المتحدة عام 2014.
تنتج الشركة خطا للمحولات الخاصة بتوليد ونقل وتوزيع الطاقة الكهربائية. وبجانب أعمالها في المكسيك، تمتلك الشركة مصنعين بالهند.

## روابط خارجية
- الموقع الرسمي